# Ренодель, Пьер
Пьер Реноде́ль (фр. Pierre Renaudel, 19 декабря 1871, Морньи-ла-Поммре, Приморская Сена — 2 апреля 1935, Сольер, Мальорка) — французский политик-социалист, один из лидеров Французской секции Рабочего Интернационала (СФИО). Во время Первой мировой войны был мажоритарием, сторонником «войны до конца». Глава Социалистической партии Франции (1933—1935).

## Биография
Родился в семье сельского учителя. Окончил ветеринарную школу в городе Мезон-Альфор. Занимался журналистикой.
С 1899 — участник социалистического движения. В 1906‒1915 редактор, в 1915‒1918 директор газеты «L’Humanité». В 1914‒1919, 1924‒35 депутат парламента. В годы 1-й мировой войны 1914‒1918 социал-шовинист. В 1919‒1920 противодействовал присоединению Социалистической партии (СФИО) к Коминтерну. Будучи ведущим деятелем правого крыла СФИО, враждебно относился к коммунизму и СССР, выступал за участие социалистов в буржуазном правительстве. В 1933 исключён из СФИО вместе с другими лидерами «неосоциалистов», стал одним из создателей Социалистической партии Франции — Союза Жана Жореса (PSdF). Однако Ренодель быстро разошёлся с PSdF из-за фашистских тенденций неосоциалистической идеологии и практики